# Dystrykt Famagusta (Cypr Północny)
Dystrykt Famagusta (tur. Gazimağusa İlçesi) – jeden z 6 dystryktów Tureckiej Republiki Cypru Północnego. Znajduje się on w granicach ustalonego przez południowy Cypr Dystryktu Famagusta. Stolicą dystryktu jest Famagusta. W 2006 dystrykt zamieszkiwały 63 603 osoby.
Zgodnie z prawem Republiki Cypru obszar północnocypryjskiego dystryktu Famagusta wchodzi w skład cypryjskiego dystryktu Famagusta.